# Gorączka mleka
Gorączka mleka – polska etiuda z 1977 roku.

## Opis
Student pracujący dorywczo jako roznosiciel mleka, prowadzi prywatne śledztwo w sprawie tajemniczej śmierci staruszki. Ma wrażenie, że jadąc windą widział twarz starszej kobiety, która zmarła akurat tego dnia. Niestety, milicja i ORMO dość skutecznie zniechęcają studenta do dociekania prawdy.

## Obsada
W filmie występują:
- Maciej Reszczyński
- Bogusława Pawelec
- Hanna Mikuć
- Jacenty Jędrusik
- Andrzej Siedlecki
- Kazimierz Zarzycki
- Krzysztof Kiersznowski
- Roman Lis
- Juliusz Machulski
- Krzysztof Szuster